# Truy cập mở

Logo của truy cập mở, do Public Library of Science thiết kế

Truy cập mở (viết tắt tiếng Anh là OA, open access) là cơ chế theo đó các kết quả nghiên cứu được phân phối trực tuyến, miễn phí và không có các rào cản khác, và theo nghĩa chính xác nhất của nó, với việc bổ sung giấy phép mở loại bỏ hầu hết các hạn chế về sử dụng và tái sử dụng.
Trọng tâm chính của phong trào truy cập mở là "tài liệu nghiên cứu được bình duyệt" . 
Trong lịch sử điều này tập trung chủ yếu vào các tạp chí học thuật phát hành in ấn. Các tạp chí thông thường, vốn không phải là truy cập mở, bao gồm chi phí xuất bản thông qua các phí truy cập thuê bao, giấy phép trang web, hoặc phí trả cho lượt xem (pay per view). Truy cập mở có thể được áp dụng cho tất cả các hình thức đầu ra nghiên cứu được công bố, bao gồm các bài báo tập san học thuật có hoặc không có bình duyệt, tài liệu hội nghị, luận văn , chương sách , và chuyên khảo (monograph) .